# Мельничная (приток Черталы)
Мельничная — река в России, протекает по Каргасокскому району Томской области. Устье реки находится в 74 км по левому берегу реки Чертала. Длина реки составляет 15 км.

## Данные водного реестра
По данным государственного водного реестра России относится к Верхнеобскому бассейновому округу, водохозяйственный участок реки — Васюган, речной подбассейн реки — бассейны притоков Оби (верхней) от Кети до Васюгана. Речной бассейн реки — Обь (верхняя) до впадения Иртыша.